# Greg Wise
Matthew Gregory Wise (n. 15 mai 1966, Newcastle upon Tyne, Anglia, Regatul Unit) este un actor și producător englez. A apărut în multe filme de televiziune britanice, precum și în câteva filme (notabil pentru rolul John Willoughby în Sense and Sensibility).

## Biografie
S-a născut la Newcastle upon Tyne în 1966 într-o familie de arhitecți și a fost educat la școala St Peter din York. A urmat Univeristatea Heriot-Watt unde a studiat arhitectura, apoi a plecat la Glasgow unde a studiat drama la Royal Scottish Academy of Music and Drama.
Munca lui în televiziune a inclus patru drame producție BBC: The Moonstone cu Keeley Hawes, The Buccaneers împreună cu Carla Gugino, Madame Bovary cu Frances O'Connor, The Riff Raff Element în 1992 și 1993, și ca Sir Charles Maulver în 2007 în seria în cinci părți Cranford. În 1999 a jucat în rolul Marshall  în drama Wonderful You împreună cu viitoarea soacră Phyllida Law și viitorul cumnat Richard Lumsden.
Recent, a filmat o serie de lecturări de scene de dragoste dintr-o selecție clasică și modernă, de la Tess d'Urbervilles a lui Thomas Hardy până la "Moștenitoarea tărâmului pierdut" de Kiran Desai.
El este, de asemenea, producătorul producției BBC The Song of Lunch în distribuția căruia joacă și soția sa, actrița Emma Thompson și Alan Rickman. Greg Wise și-a făcut reîntoarcerea în teatru jucând Kill Me Now la Park Theatre din Londra în perioada februarie-martie 2015. În iulie 2015, Wise a jucat rolul tatălui în adaptarea pentru televiziune a romanului de debut al lui Sadie Jones, The Outcast.

## Filmografie

### Film
| Titlu                              | An   | Rol                | Note        |
| ---------------------------------- | ---- | ------------------ | ----------- |
| Walking On Sunshine                | 2014 | Doug               |             |
| Three Days in Havana               | 2013 | Harry Smith        |             |
| Effie Gray                         | 2013 | John Ruskin        |             |
| Morris: A Life with Bells On       | 2009 | Miloslav Villandry |             |
| The Disappeared                    | 2008 | Jake Ryan          |             |
| A Cock and Bull Story              | 2005 | Greg               |             |
| The Adventures of Greyfriars Bobby | 2005 | Minister Lee       |             |
| Every Seven Years                  | 2004 | Boyfriend          | scurtmetraj |
| Five Moons Plaza                   | 2003 | Francesco Doni     |             |
| Johnny English                     | 2003 | Agent One          |             |
| Hills Like White Elephants         | 2002 | The American       | scurtmetraj |
| The Discovery of Heaven            | 2001 | Max Delius         |             |
| Mad Cows                           | 1999 | Alex               |             |
| Africa                             | 1999 | Josh Sinclair      |             |
| Judas Kiss                         | 1998 | Ben Dyson          |             |
| The Moonstone                      | 1997 | Franklin Blake     |             |
| Sense and Sensibility              | 1995 | John Willoughby    |             |
| Feast of July                      | 1995 | Arch Wilson        |             |

### Televiziune
- Modus (2017 serial TV) - Warren Schifford
- The Crown (2016 serial TV) - Lord Louis Mountbatten
- Galavant (2016 serial TV) - Arnold Galavant
- The Outcast (2015 miniserie TV) - Gilbert Aldridge.[5]
- Homefront (2012 miniserie TV) - maior Pete Bartham
- Honeymoon for One (2011 film TV) - Sean
- Law & Order: UK (2011 serial TV episod 32: Crush)
- The Song of Lunch (2010 film TV) - producător
- Cranford (2009 serial TV) - Sir Charles Maulver
- Place of Execution (2008 film TV)
- Agatha Christie's Marple (2007 film TV: Towards Zero)
- Elizabeth David: A Life in Recipes (2006 film TV) - Peter Higgins
- Trial & Retribution Sins of the Father (2006 film TV) - John Harrogate
- Number 13 (2006 serial TV episod) - BBC Ghost Stories for Christmas
- According to Bex (2005 serial TV) - Charles Mathers
- Hornblower, Loyalty episod (2003 film TV) - maior Côtard
- Sirens (2002 film TV) - Oliver Rice
- Madame Bovary (2000 film TV) - Rodolphe (episoade 2, 3)
- Wonderful You (1999 miniserie TV) - Marshall
- Alice Through the Looking Glass (1998 film TV) - Red Knight
- House of Frankenstein 1997 (1997 film TV) - Crispian Grimes
- Hospital! (1997 film TV) - Dr. Jim Nightingale
- The Place of the Dead (1997 film TV) - caporal Hugh Brittan
- Tales from the Crypt (serial TV) **Fatal Caper (1996)
- The Buccaneers (1995 miniserie TV) - Guy Thwaite
- Feast of July (1995) - Arch Wilson
- Taggart (TV series)**Hellfire (1994) - Gregg Martin
- The Riff Raff Element (1993 serial TV) - Alister
- Typhon's People (1993 film TV) - Cato Macgill/Adam Prime
- Covington Cross (serial TV)**Pilot (1992) - Henry of Gault
- A Masculine Ending (1992 film TV) - Jamie Baird